# Paul Émile de Puydt
Paul Émile de Puydt (6. března 1810 Mons – 28. května 1888 tamtéž) byl belgický botanik, ekonom a spisovatel. Byl bratrem inženýra Remi De Puydt.
Je autorem mnoha knih na téma Orchidaceae. V ekonomii je autorem termínu panarchie.

## Dílo

### Botanika
- Traité théorique et pratique de la culture des plantes de serre froide, orangerie et serre tempérées des jardiniers, précédé de notions pratiques de physiologie végétale et de physique horticole, et de conseils pour la construction des différentes serres (1860)
- Les Poires de Mons (1860)
- Les Plantes de serre, traité théorique et pratique de la culture de toutes les plantes qui demandent un abri sous le climat de la Belgique (2 svazky, 1866)
- Les Orchidées, histoire iconographique, organographie, classification, géographie, collections, commerce, emploi, culture, avec une revue descriptive des espèces cultivées en Europe. Ouvrage orné de 244 vignettes et de 50 chromo-lithographies, dessinées d'après nature sous la direction de M. Leroy, dans les serres de M. Guibert (1880)

### Ekonomie
- La Charité et les institutions de bienfaisance (1867)
- Marche et progrès de la civilisation dans les temps modernes (1870)
- La Grève (1876)

### Romány
- Chevreuse, roman (1859)
- Maudit métier, histoire du Borinage (1883)
- Cent mille francs de dot (1890)